# XI Premis Cinematogràfics José María Forqué
La cerimònia dels XI Premis Cinematogràfics José María Forqué es va celebrar al Teatro Real de Madrid el 9 de maig de 2006. Es tracta d'uns guardons atorgats anualment des de 1996 per l'EGEDA com a reconeixement a les millors produccions cinematogràfiques espanyoles pels seus valors tècnics i artístics produïdes entre l'1 de gener i el 31 de desembre de 2005.
La gala fou presentada per Jorge Sanz i Concha Velasco i gaudí de l'actuació de Silver Tones. Hi va assistir la ministra de Cultura, Carmen Calvo, i personalitats de l'espectacle com Antonio Mercero, Fernando Trueba, Candela Peña, Arturo Larrañaga, Laura Valenzuela o Ramoncín.

## Nominacions i premis
Els nominats i guanyadors d'aquesta edició foren: 
| Millor pel·lícula                                                                 | Millor documental o animació        |
| --------------------------------------------------------------------------------- | ----------------------------------- |
| - La vida secreta de les paraules - 7 vírgenes - Habana Blues - Obaba - Princesas | - El cielo gira de Mercedes Álvarez |
| Medalla d'honor                                                                   |                                     |
| Andrés Vicente Gómez                                                              |                                     |